# Roman Gross
Roman Gross (ur. 8 lutego 1928, zm. 3 marca 2014) – polski lekarz. 

## Życiorys
Chirurg i urolog dziecięcy, doktor nauk medycznych, wieloletni pracownik Kliniki Chirurgii Dziecięcej Akademii Medycznej w Gdańsku, ordynator Oddziału Chirurgii Dziecięcej Szpitala Morskiego im. PCK w Gdyni w latach 1983–1996. Był autorem techniki operacji spodziectwa stosowanej w kraju i zagranicą. 

## Wybrane publikacje naukowe[2]
- Najczęściej stosowane metody operacyjne w leczeniu spodziectwa (Problemy chirurgii dziecięcej, t. 8, s. 22-28, 1981)
- Usuwalne szwy ciągłe podskórne w leczeniu spodziectwa u chłopców (200 przypadków: analiza powikłań) (Problemy chirurgii dziecięcej,  t. 8, s. 46-52, 1981)
- Elastyczne zwężenie odbytu pętlą silikonową (IV Zjazd Polskiego Towarzystwa Chirurgów Dziecięcych; pod red. Jana Słowikowskiego; Państwowe Wydawnictwo Naukowe; Warszawa; 1980; ISBN 83-01-00519-X)
- Operacja żylaków przełyku u dziecka sposobem Vosschulte'a (Problemy chirurgii dziecięcej. T. 7)
- Leczenie nowotworów jąder (Problemy chirurgii dziecięcej. T. 3)